# Justicia venalis
Justicia venalis är en akantusväxtart som beskrevs av Raymond Benoist. Justicia venalis ingår i släktet Justicia och familjen akantusväxter. Inga underarter finns listade i Catalogue of Life.